# Douglas C-124

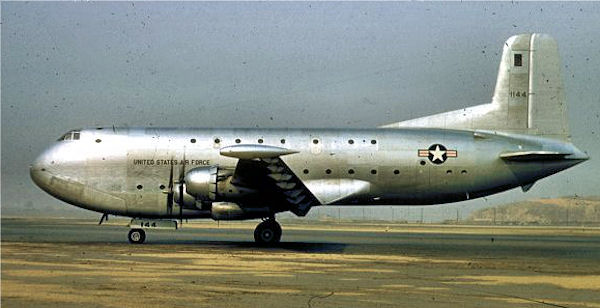
Douglas C-124A Globemaster II ohne Radarnase

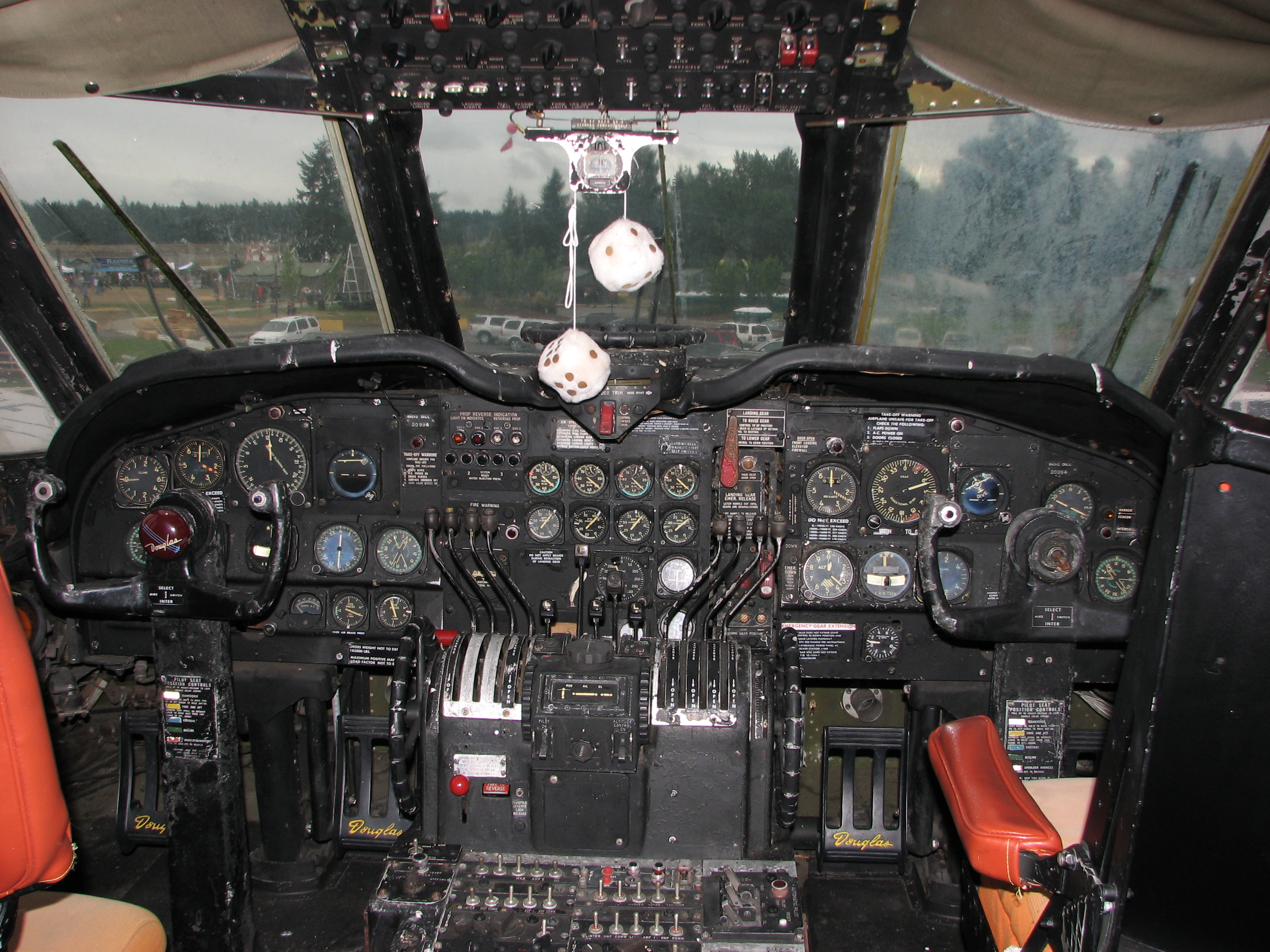
Cockpit einer Douglas C-124 Globemaster II

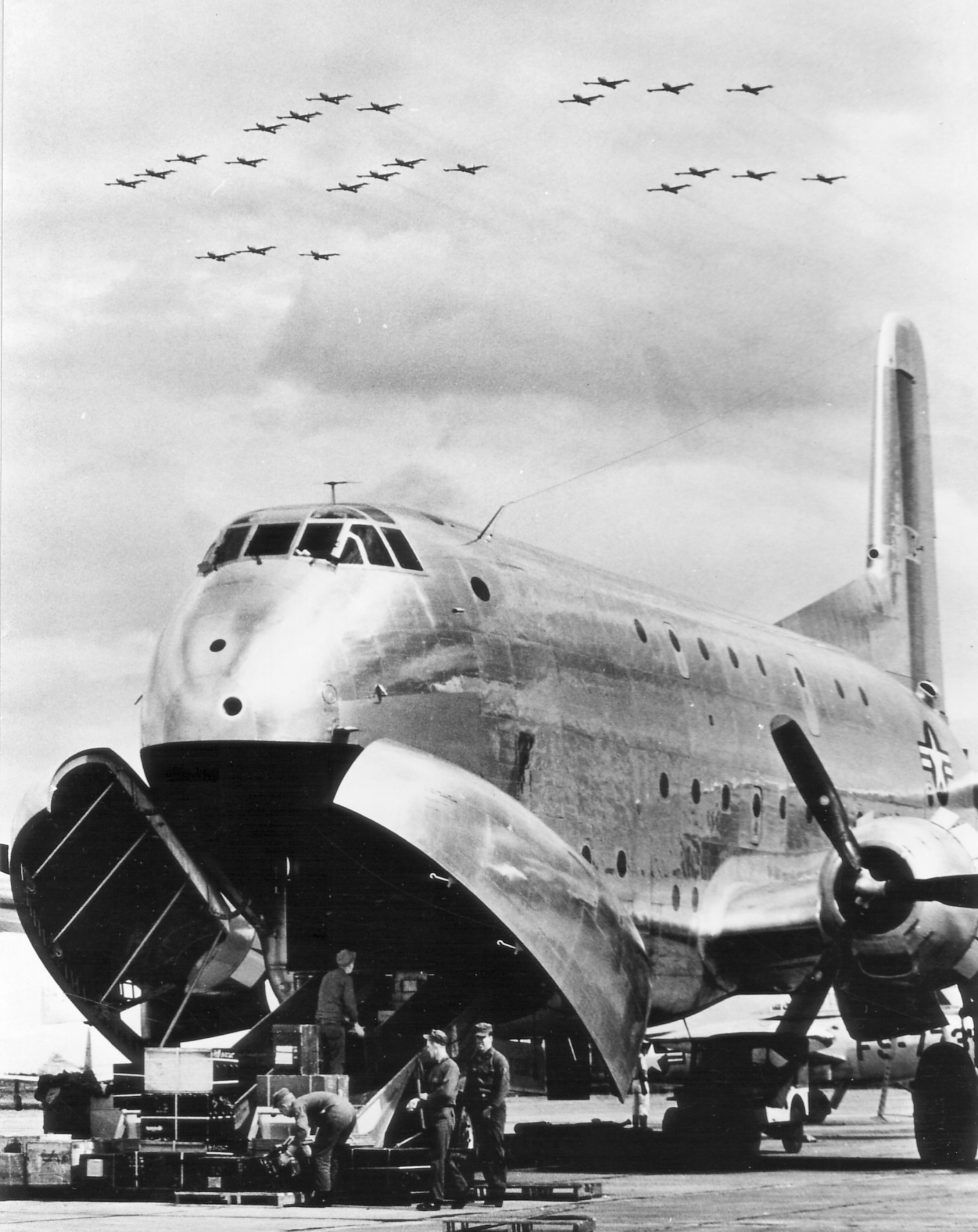
Entladung einer C-124A (1950)

Die Douglas C-124 Globemaster II war ein schweres Transportflugzeug der United States Air Force.

## Entwicklung
Die C-124 wurde nach den Erfahrungen der Berliner Luftbrücke aus der Douglas C-74 Globemaster weiterentwickelt. Sie besaß eine große Frachttür im Bug mit einer hydraulisch absenkbaren Rampe und im Heck einen Frachtaufzug. Im Frachtraum mit 23,5 Metern Länge, 3,91 Metern Höhe und 3,96 Metern Breite gab es zwei Kräne, die jeweils sieben Tonnen Last heben konnten.
In der Frachtausführung konnte sie eine Nutzlast von 33.565 kg transportieren, beispielsweise auch Panzer, Lastwagen und Geschütze, ohne dass diese nennenswert demontiert und zerlegt werden mussten. In der Passagierversion konnten auf zwei Decks entweder 200 voll ausgerüstete Soldaten oder 123 Patienten auf Tragen und 43 weitere inklusive ihrer 15 Begleiter transportiert werden.
Nach dem Erstflug des Prototyps YC-124 am 27. November 1949 begann die Auslieferung der Serienversion C-124A ab Mai 1950, insgesamt 204 Stück. Es folgte die C-124C (auch: Modell 1317, 243 Stück) mit stärkeren Triebwerken, höherem Kraftstoffvolumen und einem „fingerhutförmigen“ Bugradar APS-42. Bis ins Jahr 1955 wurden insgesamt 448 Exemplare an die Air Force geliefert.
Sie wurden für Schwerlastflüge in der ganzen Welt eingesetzt, auch während des Vietnamkriegs, bis sie 1970 an die Air National Guard übergeben wurden. Im September 1974 wurden die letzten Maschinen aufgrund festgestellter Korrosion in der Tragflächenstruktur außer Dienst gestellt.

## Produktion
Abnahme der C-124 durch die USAF: 
| Version | 1950 | 1951 | 1952 | 1953 | 1954 | 1955 | SUMME | PREIS         |
| ------- | ---- | ---- | ---- | ---- | ---- | ---- | ----- | ------------- |
| C-124A  | 26   | 57   | 121  |      |      |      | 204   | 1.780.947 USD |
| YC-124B |      |      |      |      | 1    |      | 1     |               |
| C-124C  |      |      |      | 125  | 95   | 23   | 243   | 1.646.406 USD |
| SUMME   | 26   | 57   | 121  | 125  | 96   | 23   | 448   |               |

## Zwischenfälle
Zwischen dem Erstflug 1949 und dem Betriebsende 1974 wurden insgesamt 62 der 448 gebauten C-124 Globemaster II zerstört oder irreparabel beschädigt. Bei 38 der Totalverluste kamen 590 Menschen ums Leben. Der verlinkte Hauptartikel enthält die vollständige Liste.

## Technische Daten

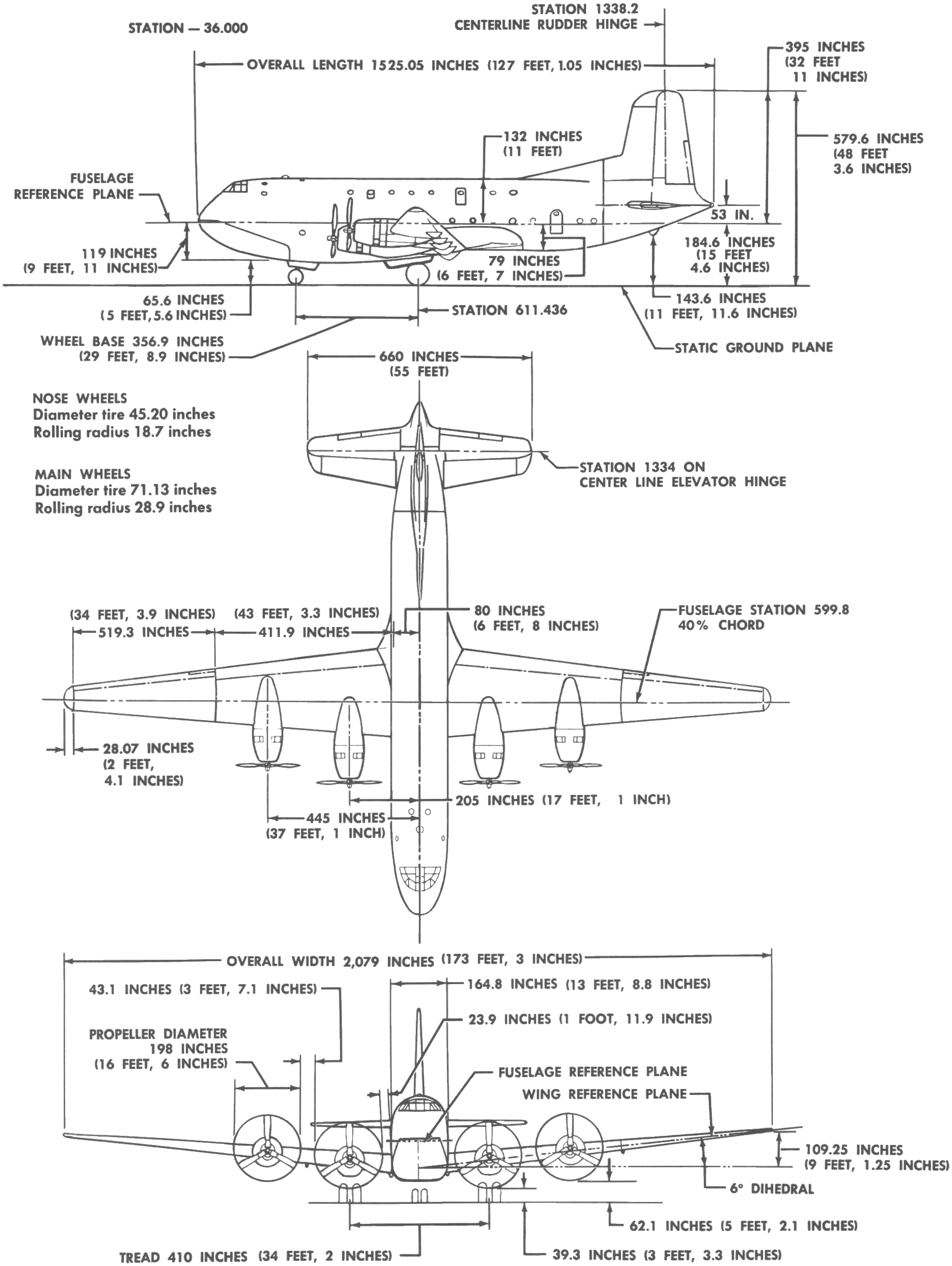
Douglas C-124A Globemaster II

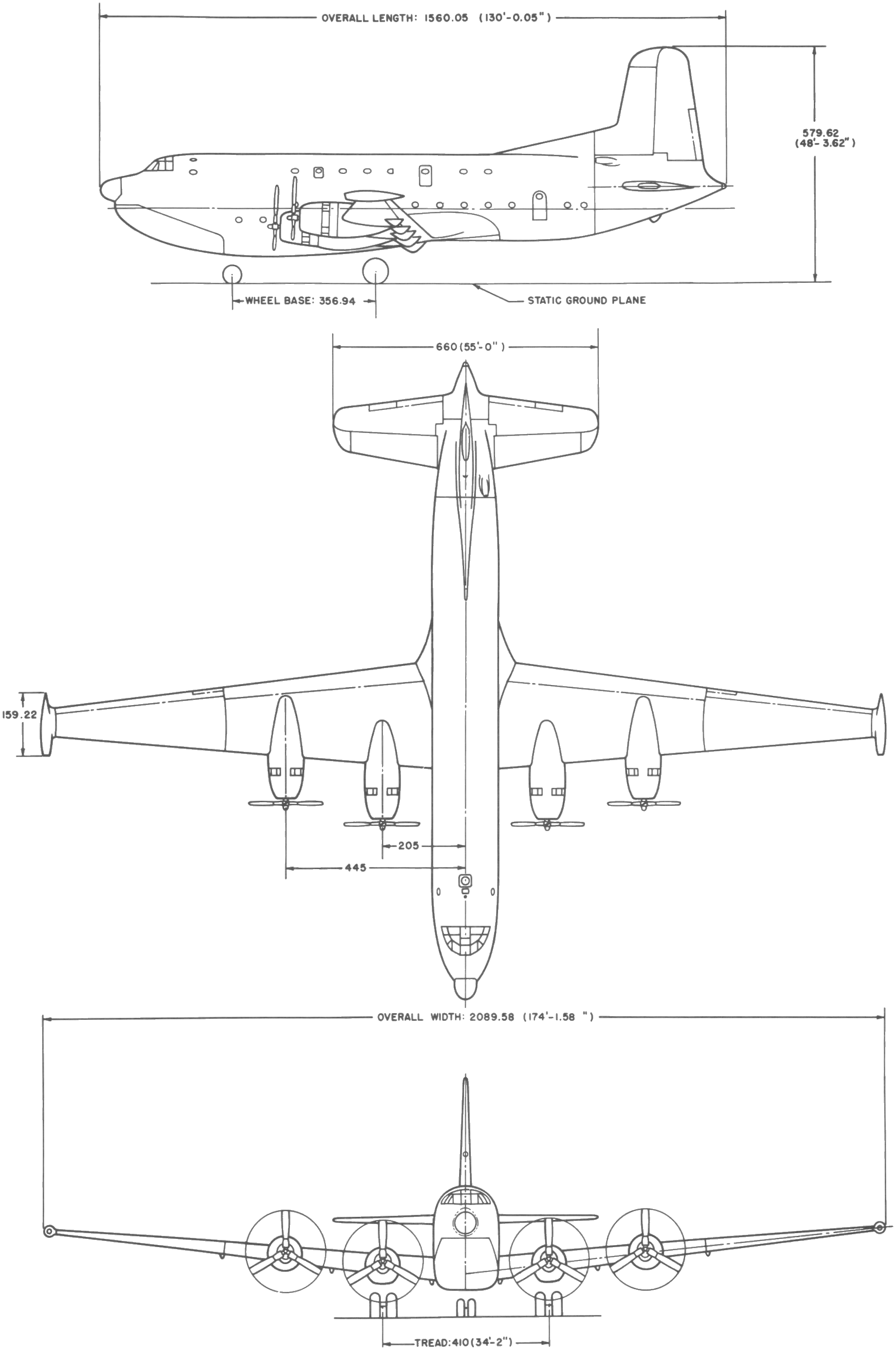
Douglas C-124C Globemaster II

| Kenngröße             | Daten (C-124C)                                                                            |
| --------------------- | ----------------------------------------------------------------------------------------- |
| Besatzung             | 5 (Pilot, Copilot, Navigator, Bordingenieur, Lademeister)                                 |
| Länge                 | 39,75 m                                                                                   |
| Spannweite            | 53,07 m                                                                                   |
| Höhe                  | 14,72 m                                                                                   |
| Flügelfläche          | 232,8 m²                                                                                  |
| Leermasse             | 45.890 kg                                                                                 |
| Nutzlast              | 33.565 kg Fracht oder 200 Soldaten                                                        |
| Startmasse            | normal 83.915 maximal 88.225 kg                                                           |
| Triebwerke            | 4 × 28-Zylinder-Vierfach-Sternmotor Pratt & Whitney R-4360-63A mit je 3.800 PS (2.795 kW) |
| Höchstgeschwindigkeit | 489 km/h                                                                                  |
| Marschgeschwindigkeit | 370 km/h                                                                                  |
| Steiggeschwindigkeit  | 3,8 m/s                                                                                   |
| Reichweite            | 3.700 km mit 22.680 kg Nutzlast 4.030 km mit 6.485 kg Nutzlast                            |
| Dienstgipfelhöhe      | 6.645 m                                                                                   |